# Aleksandr Dawydow (fizyk)
Aleksandr Siergiejewicz Dawydow (ros. Александр Сергеевич Давыдов, ur. 13 grudnia?/26 grudnia 1912 w Eupatorii, zm. 19 lutego 1993 w Kijowie) – radziecki fizyk.

## Życiorys
Urodził się w rodzinie robotniczej. Po ukończeniu w 1930 szkoły wyjechał do Moskwy, gdzie pracował w fabryce samochodów i od 1932 uczył się na rabfaku przy Moskiewskim Uniwersytecie Państwowym i później studiował na wydziale fizycznym tego uniwersytetu (do 1939). Następnie wstąpił na aspiranturę jako uczeń Igora Tamma, w 1941 złożył pracę kandydacką, po ataku Niemiec na ZSRR został szefem laboratorium rentgenowskiego, następnie laboratorium spektralnego jednego z zakładów Ministerstwa Przemysłu Lotniczego, później pracował jako wykładowca. Od kwietnia 1945 pracował w Instytucie Fizyki Akademii Nauk Ukraińskiej SRR jako starszy pracownik naukowy, później zastępca dyrektora instytutu. W 1949 obronił pracę doktorską, w 1951 otrzymał tytuł profesora i został członkiem korespondentem Akademii Nauk Ukraińskiej SRR. W 1953 został szefem wydziału teoretycznego Instytutu Fizyczno-Energetycznego w Obninsku, gdzie był również profesorem katedry fizyki teoretycznej i kierownikiem katedry teorii kwantowej Uniwersytetu Moskiewskiego im. Łomonosowa. W 1956 został stałym pracownikiem Moskiewskiego Uniwersytetu Państwowego i jednocześnie kierownikiem sektora teoretycznego laboratorium jądra atomowego w FIAN im. Lebiediewa Akademii Nauk ZSRR, prowadząc badania w zakresie fizyki atomowej. W 1964 wrócił do Kijowa i został szefem wydziału teorii jądra Instytutu Fizyki Akademii Nauk Ukraińskiej SRR oraz członkiem rzeczywistym tej akademii, 1973-1987 kierował Instytutem Fizyki Teoretycznej Akademii Nauk Ukraińskiej SRR. Został pochowany na Cmentarzu Bajkowa.

## Odznaczenia i nagrody
- Medal Sierp i Młot Bohaterowie Pracy Socjalistycznej (24 grudnia 1982)
- Order Lenina (dwukrotnie, 1971 i 24 grudnia 1982)
- Nagroda Leninowska (1966)
- Nagroda Państwowa Ukraińskiej SRR (1969)
- Medal „Za pracowniczą dzielność” (1961)
- Medal „Za ofiarną pracę w Wielkiej Wojnie Ojczyźnianej 1941–1945”
- Medal 100-lecia urodzin Lenina
- Medal jubileuszowy „Trzydziestolecia zwycięstwa w Wielkiej Wojnie Ojczyźnianej 1941–1945”